# Tramwaje w Georgetown
Tramwaje w Georgetown – zlikwidowany system komunikacji tramwajowej w stolicy Gujany, Georgetown działający w latach 1877–1930.

## Historia
Linię tramwaju konnego otwarto w 1877. W 1880 linię przejęła spółka Georgetown Tramways Company. W 1899 wykupiono spółkę Georgetown Tramways Company i British Guiana Electric Light & Power Company. Nowa spółka Demerara Electric Company zakupiła wówczas 14 otwartych wagonów silnikowych. Wagony oznaczono nr od 1 do 14. 25 lutego 1901 zainaugurowano pierwsze tramwaje elektryczne w mieście. Rozstaw szyn wynosił 1435 mm. W 1902 zamówiono dwa tramwaje z Saint Louis. Nowym wagonom nadano nr 15 i 16. W 1909 zamówiono kolejne dwa tramwaje oznaczone nr 17 i 18 z Brush Electrical Engineering Company w Loughborough. Zbudowano także nową linii do Peter's Hall. W 1923 w mieście było 18 wagonów tramwajowych, które kursowały po trasach o długości 22,5 km. Tramwaje w Georgetown zlikwidowano w pod koniec lutego 1930. 
Był to jeden z pierwszych zamkniętych systemów tramwajów elektrycznych w obu Amerykach. 